# Bitwa w Cieśninie Sundajskiej

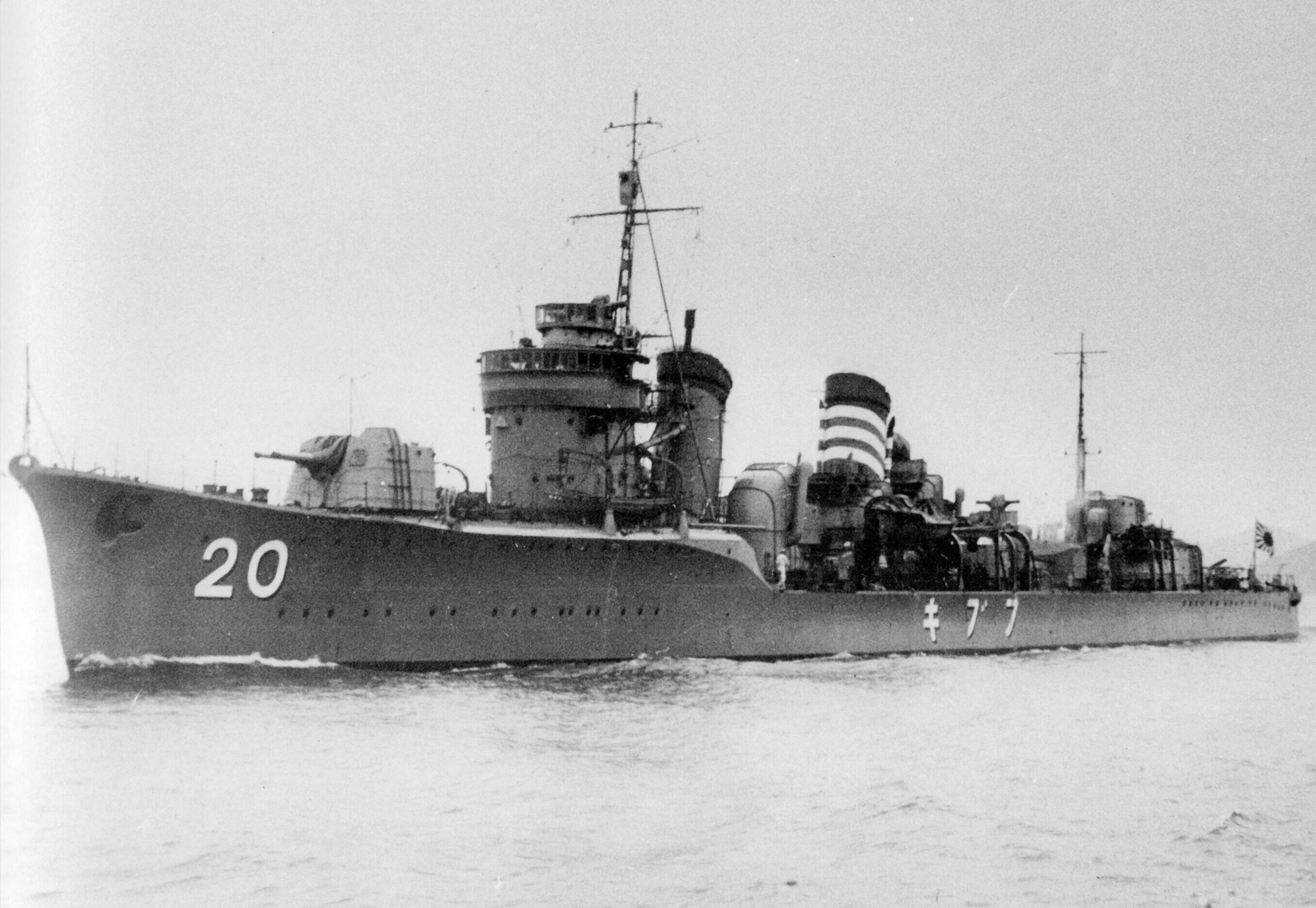
Japoński niszczyciel „Fubuki”

Bitwa w Cieśninie Sundajskiej – bitwa morska, stoczona w nocy z 28 lutego na 1 marca 1942 roku w rejonie Cieśniny Sundajskiej i zatoki Banten na Morzu Jawajskim pomiędzy australijskim krążownikiem „Perth” i amerykańskim „Houston”, a przeważającymi siłami japońskimi z krążownikami ciężkimi „Mikuma” i „Mogami”, jedno z ostatnich starć na morzu podczas kampanii w Holenderskich Indiach Wschodnich. Po krótkim, intensywnym boju przedzierające się na Ocean Indyjski alianckie okręty uległy przewadze przeciwnika i zatonęły z dużymi stratami w ludziach. Japończycy ponieśli nieznaczne straty, częściowo od własnego ognia.

## Po bitwie na Morzu Jawajskim
27 lutego 1942 roku w bitwie na Morzu Jawajskim rozbity został Zespół Uderzeniowy ABDA, dowodzony przez kontradmirała Karela Doormana. Zatopione zostały między innymi dwa holenderskie krążowniki lekkie: „De Ruyter” i „Java”, poległ admirał Doorman. Ocalałe okręty alianckie, rozproszone i często uszkodzone, szukały schronienia w portach północnego wybrzeża Jawy: Surabai i Tanjong Priok koło Batawii. W tym ostatnim znalazły się dwa krążowniki: australijski „Perth” dowodzony przez komandora Hectora M. L. Wallera (który z racji starszeństwa objął dowodzenie zespołem) i amerykański „Houston” pod komandorem Albertem H. Rooksem oraz holenderski niszczyciel „Evertsen”. Okręty te otrzymały od głównodowodzącego siłami morskimi ABDA wiceadmirała Conrada Helfricha rozkaz przepłynięcia Cieśniny Sundajskiej i udania się do Tjilatjap na względnie bezpiecznym południowym wybrzeżu Jawy. Dzień wcześniej tą samą trasą przepłynęły wycofywane z Morza Jawajskiego alianckie jednostki i pozbawieni aktualnych danych z rozpoznania lotniczego dowódcy sądzili, że Cieśnina Sundajska wciąż jest wolna od okrętów przeciwnika.
Obydwa okręty miały znikome zapasy amunicji i paliwa, jednak także komendant portu Tanjong Priok nie dysponował amunicją dla ich dział czy większymi składami paliwowymi. W efekcie jedynie „Perth” otrzymał zezwolenie na pobranie do zbiorników 300 ton mazutu, „Houston” musiał wyruszyć z takim stanem paliwa, z jakim zakończył udział w bitwie na Morzu Jawajskim. Zapas amunicji do dział 6-calowych (152 mm) „Pertha” wynosił 20 jednostek na lufę, „Houston” dysponował, po przeniesieniu pocisków ze zniszczonej wieży rufowej, 50 jednostkami na każde z sześciu pozostałych dział 8-calowych (203 mm). Pierwotnie termin wypłynięcia wyznaczono na godzinę 18.00 28 lutego, później przesunięto go o godzinę, na 19.00. Ponieważ „Evertsen” nie był gotów do drogi, komandor Waller postanowił pozostawić go w porcie, nakazując jego dowódcy dołączenie do zespołu później.

## Bitwa
Obydwa krążowniki wyszły z Tanjong Priok o 19:30 i po przejściu holenderskich zagród minowych skierowały się na zachód, lekko zygzakując i utrzymując ekonomiczną prędkość około 20 węzłów. W trakcie wychodzenia komandor Waller otrzymał informację z rozpoznania powietrznego o japońskim konwoju, wykrytym w odległości 50 mil morskich na północny wschód od Batawii i podążającym w kierunku wschodnim. Wyciągnął na tej podstawie wniosek, że Japończycy zamierzają przeprowadzić desant na wschód od głównego miasta Jawy. W rzeczywistości tej nocy 16 Armia generała Hitoshi Imamury rozpoczęła lądowanie w zatoce Banten, położonej 80 mil morskich na zachód od Batawii, na drodze alianckich okrętów. Zespół inwazyjny był osłaniany przez trzy eskadry niszczycieli, dowodzone przez kontradmirała Kenzaburo Harę na krążowniku lekkim „Natori”, którym towarzyszyły mniejsze jednostki oraz siły dalekiej osłony kontradmirała Takeo Kurity, z 7 Dywizjonem Krążowników („Mikuma”, „Mogami”, „Suzuya” oraz „Kumano”), lotniskowcem „Ryūjō”, transportowcem wodnosamolotów „Chiyoda” i eskortą niszczycieli.
Pogoda na Morzu Jawajskim była dobra, widoczność jak na nocne warunki doskonała. Gdy około godziny 22:15 płynące w szyku torowym alianckie krążowniki mijały po sterburcie trawers wyspy Babi i wpływały na wody zatoki Banten, po obu stronach cypla znanego jako St. Nicholas Point, oddzielającego ją od Cieśniny Sundajskiej, trwało desantowanie japońskich oddziałów. Większość sił skupiona była po wschodniej stronie, na zatoce i osłaniana przez niszczyciele „Harukaze” i „Hatakaze” oraz stawiacz min i kilka trałowców. Pozostała część desantu znajdowała się po zachodniej stronie, na wodach cieśniny, osłaniana przez torpedowce „Chidori” i „Hatsukari”. „Natori” admirała Hary z niszczycielami „Shirayuki”, „Hatsuyuki” i „Asakaze” patrolował wody na północ od cypla, „Fubuki” krążył w rejonie wyspy Babi, „Shirakumo” i „Murakumo” znajdowały się na wodach Cieśniny Sundajskiej. Około 10 mil na północ operował 2 półdywizjon krążowników („Mikuma” i „Mogami” w eskorcie niszczyciela „Shikinami”), dowodzony przez komandora Shakao Sakiyamę, pozostałe okręty admirała Kurity stacjonowały dalej na północ od brzegów Jawy.
Znajdując się w odległości około godziny drogi od Cieśniny Sundajskiej, komandor Waller nakazał zwiększyć prędkość swoich okrętów do 28 węzłów. Od kilku minut za ich rufami płynął niezauważony niszczyciel „Fubuki”. Tuż po 23 z pomostu krążownika „Perth” dostrzeżono sylwetki okrętów w rejonie cypla. Spodziewając się w tym miejscu australijskich patrolowców, a nie mając pojęcia o obecności Japończyków, dowódca rozkazał nadać aldisem sygnał rozpoznawczy. W odpowiedzi obcy okręt (prawdopodobnie „Harukaze”) wykonał zwrot i zaczął stawiać zasłonę dymną. Po ogłoszeniu alarmu bojowego radiooperator „Pertha” nadał depeszę o napotkaniu przeciwnika i rozpoczęciu walki. Została ona odebrana między innymi przez stację radiową w Darwin i była ostatnią informacją o losach obu krążowników. „Fubuki” odpalił salwę dziewięciu torped z dystansu ponad dwóch kilometrów, wystrzelił 16 pocisków ze swych dział i również zawrócił, stawiając zasłonę dymną. „Perth” i „Houston” wykonały ciasną pętlę, dzięki czemu uniknęły trafień.
Po powrocie na poprzedni kurs alianckie okręty otworzyły ogień do transportowców, obok których przepływały. „Perth” wystrzelił także swoje torpedy. Generalnie ogień aliancki był nieskuteczny i nie spowodował większych szkód. Wkrótce do zatoki Banten wpłynęły od północy „Natori” i towarzyszące mu niszczyciele, otaczając przeciwnika i zmuszając go do zwrotu na południe a potem na wschód. Bitwa toczyła się na tak małym dystansie, że obie strony używały dział małokalibrowych i przeciwlotniczych karabinów maszynowych. „Natori” i dziewięć japońskich niszczycieli odpaliło łącznie 67 torped, w znakomitej większości niecelnych. Pomiędzy 23:26 a 23:50 „Perth” został trzykrotnie trafiony nieprzyjacielskimi pociskami, ale poniesione szkody nie wpłynęły znacząco na wartość bojową okrętu. Także „Houston” został trafiony w rejon pomostu dowodzenia. Około północy komandor Waller, w obliczu braku amunicji do dział artylerii głównej, zdecydował się przerwać walkę i spróbować przedzierać w kierunku Cieśniny Sundajskiej. Oba okręty zawróciły, jednak w tym czasie na polu bitwy pojawiły się też krążowniki ciężkie „Mikuma” i „Mogami”, otwierając ogień z dużego dystansu. Każdy z nich wystrzelił salwę sześciu torped w kierunku alianckich okrętów, wkrótce potem atak torpedowy przeprowadziły też niszczyciele „Harukaze” i „Hatakaze”. Pięć minut po północy „Perth” został trafiony pierwszą torpedą w prawą burtę, co komandor Waller skwitował stwierdzeniem Very good („Bardzo dobrze”). W tym czasie artylerzyści australijskiego krążownika mieli do dyspozycji już wyłącznie pociski ćwiczebne i oświetlające. Po trafieniu kilka minut później drugą torpedą, komandor Waller dał rozkaz opuszczenia okrętu. Kolejny atak torpedowy, przeprowadzony przez niszczyciele „Shirakumo” i „Murakumo”, przyniósł następne dwa trafienia. „Perth” przewrócił się na prawą burtę, następnie obrócił do góry stępką i zatonął około 25 minut po północy 1 marca 1942 roku, około 4 mil morskich od St. Nicholas Point. Zginęło według różnych źródeł 351, 352 lub 353 członków jego 686-osobowej załogi, w tym komandor Waller, spośród uratowanych 105 dalszych zmarło w japońskiej niewoli.

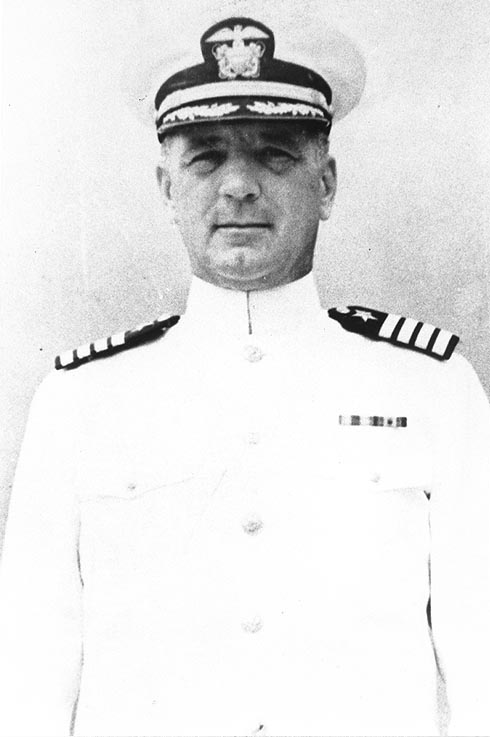
Komandor Albert H. Rooks

Tymczasem „Houston” nadal toczył bitwę. Jeden z jego pocisków trafił krążownik „Mikuma”, powodując czasowe uszkodzenie instalacji elektrycznej. Komandor Rooks, uznając najwyraźniej, że nie ma szans przedarcia się na Ocean Indyjski, zawrócił w stronę miejsca japońskiego desantu. Okręty przeciwnika skoncentrowały na nim swój ogień i wielokrotnie trafiony krążownik nabrał przechyłu na prawą burtę. 10 minut po północy salwa ciężkich pocisków trafiła w tylną maszynownię, niszcząc ją i zabijając jej obsadę. Kilka minut później „Houston” został trafiony torpedą, następnie japoński pocisk uderzył w wieże artyleryjską nr 2, wywołując pożar w komorach amunicyjnych. Aby nie dopuścić do eksplozji, komory obu dziobowych wież zostały zalane, pozbawiając okręt głównej broni. Wkrótce potem w krążownik trafiły trzy kolejne torpedy. Około 25 minut po północy w eksplozji kolejnego pocisku zginął komandor Rooks (według innego źródła zginął nieco później, już po wydaniu rozkazu opuszczenia okrętu). O godzinie 0:33 zastępca dowódcy, komandor David Roberts, nakazał opuszczenie tonącej jednostki. Po dwunastu minutach „Houston” zatonął dziobem naprzód z wciąż powiewającą banderą. Aż do tego momentu okręt był stale ostrzeliwany przez Japończyków, co spowodowało duże straty wśród załogi: spośród 1061 (lub 1068) obecnych na pokładzie uratowano jedynie 368 marynarzy. Jako jeńcy wojenni pracowali między innymi przy budowie kolei z Birmy do Tajlandii, 79 z nich zmarło przed zakończeniem wojny.
Holenderski niszczyciel „Evertsen”, który wypłynął z Tanjong Priok około dwie godziny po krążownikach, dotarł na wysokość St. Nicholas Point około północy. Jego dowódca, komandor podporucznik W. M. de Vries, nie angażował się w starcie i udało mu się niespostrzeżenie wpłynąć na wody Cieśniny Sundajskiej. Już podczas wypływania na otwarte wody został przechwycony przez japońskie niszczyciele „Shirakumo” i „Murakumo” i po krótkiej nocnej walce zmuszony do osadzenia jednostki na brzegu wyspy Sebuku u południowego wybrzeża Sumatry. Na jego pokładzie poległo 32 marynarzy (według innego źródła dziewięciu), ocaleni członkowie załogi dostali się do japońskiej niewoli.

## Podsumowanie
W zatoce Banten i Cieśninie Sundajskiej alianci utracili 1 marca 1942 roku dwa krążowniki, niszczyciel i ich załogi, zabite bądź wzięte do niewoli. Straty japońskie były relatywnie niewielkie: uszkodzone krążownik „Mikuma”, niszczyciele „Harukaze”, „Shirayuki” oraz „Shikinami”. Staty osobowe (dane niepełne) na tych jednostkach miały wynosić sześciu zabitych i 11 rannych na „Mikumie”, jednego zabitego i 11 rannych na „Shirayuki” oraz trzech zabitych i ponad 15 rannych na „Harukaze”.
Ponadto Japończycy utracili w czasie bitwy cztery transportowce wojska: „Sakuna Maru”, „Horai Maru”, „Tatsuno Maru” i „Ryujo Maru”, zatopione lub osadzone na brzegu, oraz trałowiec W-2, zniszczony eksplozją torpedy (według innego źródła trałowiec zatonął na minie). Nieznana jest liczba ofiar w ludziach. Jednym z transportowców był okręt sztabowy generała Imamury, który był zmuszony do ratowania życia skokiem do wody. Jego adiutant odnalazł go siedzącego na stercie bambusów na plaży i złożył gratulacje z okazji szczęśliwego lądowania. Historycy obu stron spierali się co do przyczyny zatopienia owych pięciu jednostek. Strona aliancka twierdziła, że przynajmniej część z nich została zniszczona przez ostrzał artyleryjski obu krążowników oraz torpedy z „Pertha”. Z kolei japońskie raporty wskazywały na to, iż wszystkie zostały trafione torpedami kilka minut po północy, w szybkiej sekwencji. Prowadziło to do wniosku, że sprawcą zniszczeń był krążownik „Mogami”, który o tej porze wystrzelił salwę sześciu torped w kierunku „Houstona”. Wszystkie one minęły amerykański okręt i popłynęły w kierunku floty inwazyjnej, a pięć znalazło cele, co czyni tę salwę jedną z najskuteczniejszych w historii. Wcześniejsze źródła obwiniały o zatopienie trałowca niszczyciel „Fubuki”, ale jego salwa torpedowa była wystrzelona znacznie wcześniej.

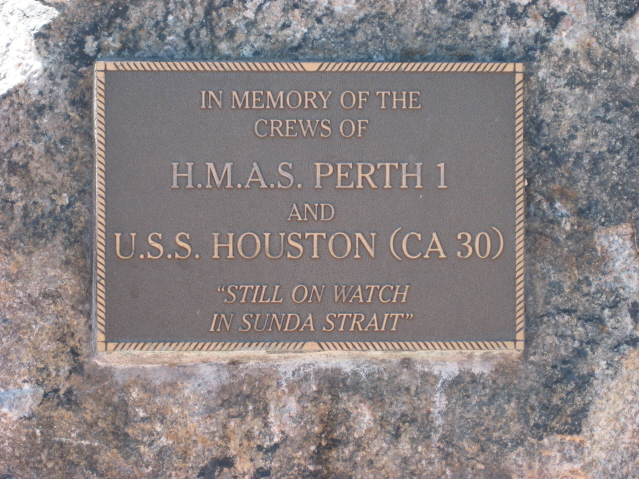
Tablica upamiętniająca załogi krążowników „Perth” i „Houston” w australijskim Rockingham Naval Memorial Park

Przez długi czas los obu krążowników pozostawał nieznany w Australii i Stanach Zjednoczonych. Ostatnią informacją była depesza o rozpoczęciu walki. Pierwsze wieści uzyskano po niemal dziewięciu miesiącach, więcej wiadomości w 1944 roku, gdy amerykańskie okręty podwodne wyratowały wśród rozbitków ze storpedowanych japońskich statków także ocalałych marynarzy z „Pertha” a pełny obraz bitwy dopiero po zakończeniu wojny, gdy jeńcy zostali repatriowani z niewoli. Zorganizowana wśród mieszkańców Houston zbiórka pieniężna na okręt mający zastąpić we flocie stary krążownik przyniosła ponad 85 milionów dolarów, kwota ta wystarczyła także na pokrycie kosztów budowy lotniskowca „San Jacinto”. Jeden z krążowników typu Cleveland otrzymał nazwę „Houston”, a jego załoga rekrutowała się głównie z ochotników pochodzących z miasta i okolicy. Komandor Rooks został pośmiertnie odznaczony Medalem Honoru, a okręt wyróżniono Presidential Unit Citation.
Bitwa została upamiętniona na wyemitowanej w 2002 roku australijskiej monecie pięciodolarowej.